# Trần Vĩnh Quý
Trần Vĩnh Quý (tiếng Trung: 陈永贵; bính âm: Chén Yǒngguì; Wade–Giles: Ch'en Yung-kuei; 14 tháng 2 năm 1915 – 26 tháng 3 năm 1986) là nông dân và chính khách Trung Quốc. Dù là một nông dân mù chữ nhưng ông từng là Ủy viên Bộ Chính trị Đảng Cộng sản Trung Quốc và Phó Thủ tướng Quốc vụ viện từ năm 1975 đến năm 1980 nhờ sự công nhận của Mao Trạch Đông đối với thành tựu của ông trong Cách mạng Văn hóa, khi biến Đại Trại thành một hình mẫu cho nền nông nghiệp xã hội chủ nghĩa.
Theo hồ sơ chính thức của huyện Tích Dương tỉnh Sơn Tây, từ năm 1967 đến năm 1979, dưới sự lãnh đạo của Trần Vĩnh Quý, toàn huyện đã hoàn thành 9.330 dự án xây dựng cơ sở hạ tầng nông nghiệp và thủy lợi, mở rộng tổng diện tích đất canh tác thêm 98.000 mẫu Anh (khoảng 16.144 mẫu Anh), nhưng ở mức tổn thất 1.040 thương vong trong đó có 310 người chết.
Sau khi Đặng Tiểu Bình khởi xướng công cuộc Cải cách và Mở cửa vào cuối thập niên 1970, Trần Vĩnh Quý dần đánh mất quyền lực và quyết định từ chức vào tháng 9 năm 1980. Ông qua đời vì ung thư phổi ở Bắc Kinh năm 1986.

## Thân thế
Trần Vĩnh Quý quê ở huyện Tích Dương tỉnh Sơn Tây chào đời trong một gia đình nông dân nghèo khổ vào khoảng năm 1915 (tự báo cáo là ngày 14 tháng 2 năm 1915, Tết Nguyên Đán năm 1915), khi ông mới 6 tuổi thì cả nhà chuyển đến thôn Đại Trại rồi ít lâu sau cha ông treo cổ tự vẫn. Hoàn cảnh gia đình túng quẫn buộc Trần Vĩnh Quý phải lao đầu vào làm thuê làm mướn từ khi còn rất trẻ để kiếm sống, vì vậy ông chưa bao giờ được học hành chính quy.
Năm 1942, khi cuộc chiến chống du kích cộng sản gia tăng ở tỉnh Sơn Tây, nơi có huyện Tích Dương bao gồm Đại Trại, quân Nhật siết chặt các làng địa phương và Trần Vĩnh Quý được bầu làm đại diện Đại Trại trong Hiệp hội Chấn hưng châu Á bù nhìn, nhưng đã từ chức và rời làng để rồi bị giam giữ trong trại tập trung vào năm 1943–1944. Chính vì vậy mà ông bị giam giữ trong một thời gian ngắn trong vai trò là cộng tác viên khả nghi nhưng ít lâu sau khi Nhật Bản đầu hàng Đồng Minh vào ngày 15 tháng 8 năm 1945 thì mới được trả tự do.

## Sự nghiệp chính trị

### Sau năm 1949
Trần Vĩnh Quý hăng hái tham gia "phong trào cải cách ruộng đất" chống địa chủ và gia nhập Đảng Cộng sản Trung Quốc năm 1948, từ đó trở đi một thời gian rất dài từng công tác ở quê nhà Đại Trại. Thời kỳ mới giải phóng cả nước năm 1949, ông đảm nhiệm các chức vụ Ủy viên sản xuất thôn, Bí thư Chi bộ thôn và Chủ nhiệm Hợp tác xã nông nghiệp thôn v.v... Sau khi thành lập công xã Đại Trại, ông được cử làm Bí thư Chi bộ Đảng đại đội kế nhiệm Giả Tiến Tài, sau đó được bầu làm Phó Bí thư Đảng ủy Công xã Đại Trại.

### Thời kỳ Đại Trại

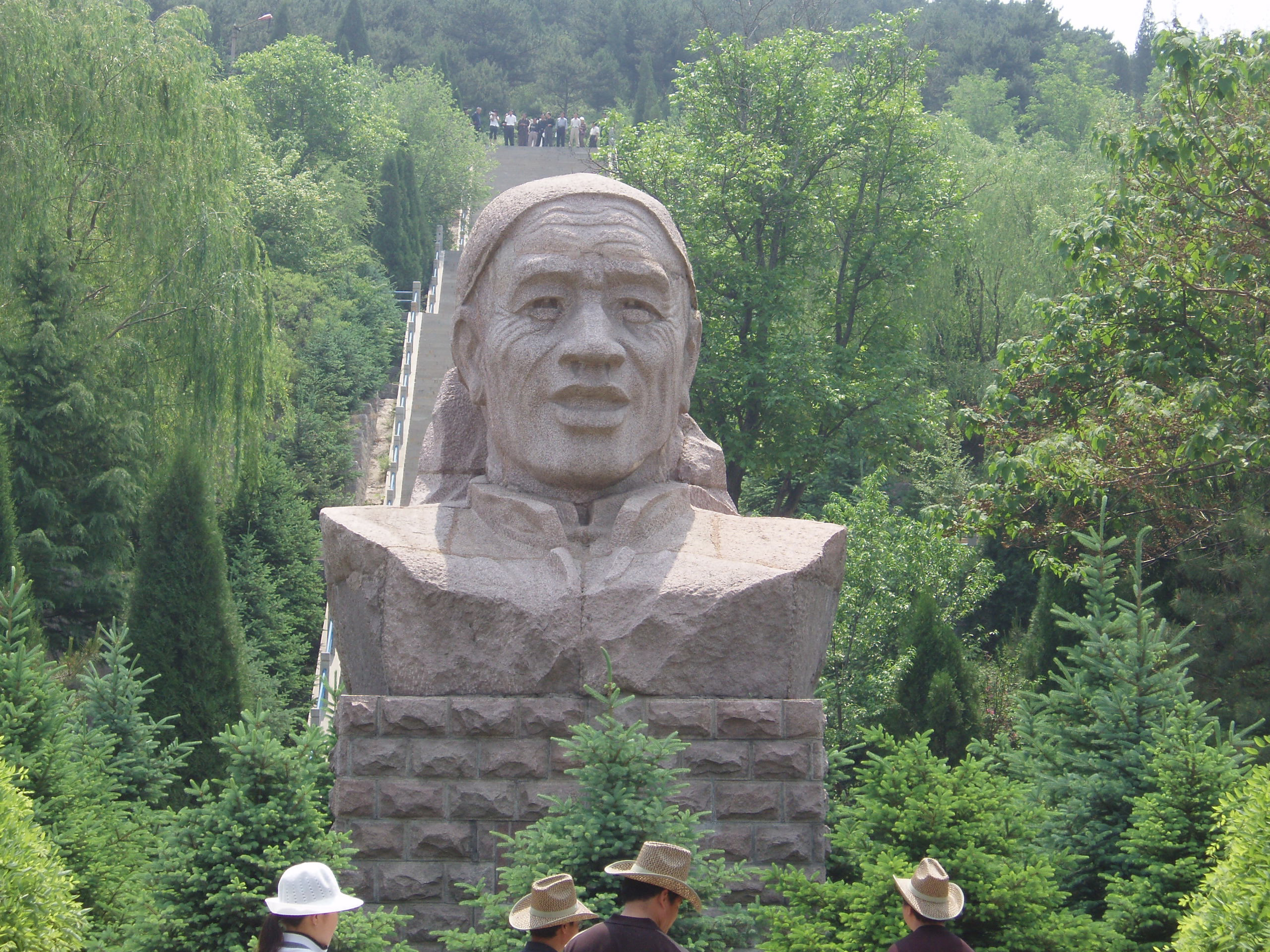
Tượng Trần Vĩnh Quý ở Đại Trại.

Trần Vĩnh Quý đã lãnh đạo một phong trào nông dân để biến môi trường khắc nghiệt xung quanh Đại Trại thành một môi trường thuận lợi cho nông nghiệp. Kế hoạch tỏ ra thành công và sản lượng ngũ cốc sau đó tăng đều đặn, tăng từ 237 kg/mẫu năm 1952 lên 774 kg/mẫu năm 1962. Quá trình này bị dừng lại một cách tàn nhẫn bởi hàng loạt thiên tai vào năm 1963, đã phá hủy 180 mẫu đất canh tác cũng như một số tòa nhà của đại đội sản xuất. Bất chấp sự thất bại này, đại đội vẫn từ chối bất kỳ sự giúp đỡ nào từ nhà nước và quyết tâm hoàn thành các nỗ lực tái thiết trong vòng một năm. Vụ việc mau chóng thu hút sự chú ý của Mao Trạch Đông đến mức ông đã có lời tuyên bố rằng Đại Trại là một tấm gương đáng để noi theo trong lĩnh vực tự lực cánh sinh, đồng thời kêu gọi nhân dân cả nước hưởng ứng phong trào "nông nghiệp học Đại Trại". Công xã Đại Trại dưới sự lãnh đạo của Trần Vĩnh Quý và một số cán bộ khác đã giành được những thành tựu nhất định về mặt cải tạo tự nhiên và phát triển sản xuất, trở thành một điển hình tiên tiến trên mặt trận nông nghiệp của Trung Quốc, nhiều lần được các cấp huyện địa khu và tỉnh Sơn Tây khen thưởng, nhờ vậy mà Trần Vĩnh Quý được bầu làm chiến sĩ thi đua nông nghiệp toàn quốc. Trần Vĩnh Quý cũng nhờ đó đã trở thành nhân vật nổi tiếng khắp toàn quốc, liên tục giữ các chức vụ quan trọng ở huyện Tích Dương, địa khu Tấn Trung, tỉnh Sơn Tây và Trung ương Đảng Quốc vụ viện.

### Cách mạng Văn hóa

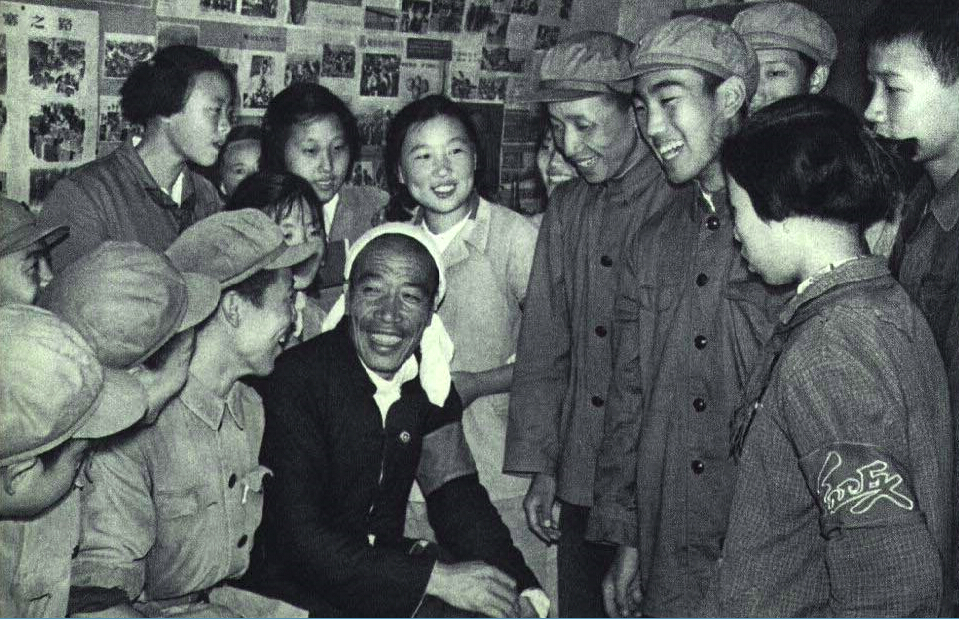
Trần Vĩnh Quý được Hồng vệ binh chào đón trong Đại Cách mạng Văn hóa Giai cấp Vô sản năm 1966.

Khi Cách mạng Văn hóa bắt đầu vào giữa năm 1966, mô hình Đại Trại thậm chí còn được nhấn mạnh nhiều hơn nữa. Trong cuộc gặp với Thủ tướng Quốc vụ viện Chu Ân Lai, Trần Vĩnh Quý được thủ tướng khuyến khích thành lập tổ chức hồng vệ binh của riêng Đại Trại, sau này được thành lập với tên gọi "Dã chiến quân Tấn Trung". Năm 1967, ông được cử giữ chức Phó Chủ nhiệm Ủy ban Cách mạng tỉnh Sơn Tây; cùng năm đó, Tổ Cách mạng Văn hóa Trung ương đã thông qua "năm khuyến nghị" của ông để tiến hành Cách mạng Văn hóa ở nông thôn theo như công bố trong Văn kiện Ủy ban Trung ương Đảng Cộng sản Trung Quốc số 339. Tại Đại hội Đảng lần thứ IX tháng 4 năm 1969, ông được bầu vào Ban Chấp hành Trung ương Đảng. Năm 1971, ông được cử làm Bí thư Huyện ủy Tích Dương (từ sau năm 1961 liên tục là Ủy viên Dự khuyết Huyện ủy Tích Dương). Cùng năm đó được cử giữ chức Bí thư Tỉnh ủy Sơn Tây, về sau còn kiêm nhiệm chức Bí thư Địa khu ủy Tấn Trung. Một lần nữa ông được Mao Trạch Đông chấp thuận vào năm 1972 khi kiên quyết phản đối yêu cầu của Chủ nhiệm Ủy ban Cách mạng tỉnh Sơn Tây Tạ Chấn Hoa hạ cấp đại đội sản xuất Đại Trại xuống đội sản xuất. Tháng 8 năm 1973, Trần Vĩnh Quý được bầu làm Ủy viên Bộ Chính trị Ban Chấp hành Trung ương Đảng khóa X và chuyển đến Bắc Kinh.

### Sau Cách mạng Văn hóa
Tại Đại hội Đảng lần thứ XI tháng 8 năm 1977 tiếp tục giữ các chức vụ nói trên. Bên cạnh đó, ông còn là đại biểu Đại hội Đại biểu Nhân dân Toàn quốc các khóa III, IV, V. Trong hội nghị lần thứ nhất Đại hội Đại biểu Nhân dân Toàn quốc khóa IV tháng 4 năm 1975 và Đại hội Đại biểu Nhân dân Toàn quốc khóa V tháng 3 năm 1978 (cùng năm ông sang thăm Campuchia Dân chủ) liên tục được cử giữ chức Phó Thủ tướng Quốc vụ viện. Sau khi ông được cử giữ chức Phó Thủ tướng, biết rằng bản thân mình phê duyệt các văn kiện rất khó khăn mà ưu thế của bản thân lại chỉ có quen thuộc ở cơ sở, do đó tháng 5 năm 1975 ông viết cho Mao Trạch Đông một bức thư đề nghị một phần ba thời gian là ở Tích Dương nắm điểm, một phần ba thời gian đi khắp đất nước, còn một phần ba thời gian ở Bắc Kinh. Ông hiểu rõ mình là nhờ có Đại Trại và cái nền Tích Dương mà được lên, tác dụng của ông là lối thông trên và dưới lên trên, bởi vậy ông nghĩ ra cách lấy cần cù bù thông minh, yêu cầu của ông được Mao Trạch Đông chuẩn y, do đó trong thời kỳ làm Phó Thủ tướng ông có rất ít thời gian ở Bắc Kinh. Tháng 3 năm 1975, ông dẫn đầu một phái đoàn chính phủ đến México; rồi ít lâu vào tháng 9 cùng năm, ông có bài phát biểu quan trọng tại Hội nghị nông nghiệp học Đại Trại lần thứ nhất, dưới sự chủ trì của nhà lãnh đạo tối cao tiếp theo Hoa Quốc Phong. Chịu trách nhiệm về chính sách nông nghiệp, ông đề nghị tỉnh Cam Túc áp dụng phương pháp tương tự như Đại Trại đã sử dụng, nhưng điều này không mang lại kết quả như mong đợi.

### Mất chức Phó Thủ tướng
Dù đang là Ủy viên Bộ Chính trị thế nhưng quan điểm của ông ngày càng mâu thuẫn với quyền lực đang lên của Đặng Tiểu Bình: khi Đặng chuyển sang củng cố vị thế của mình, Trần Vĩnh Quý đề xuất bãi bỏ các mảnh đất tư nhân, gọi chúng là "cái đuôi của chủ nghĩa tư bản". Việc ông từ chối ủng hộ phe cánh của Đặng tiến hành chiến dịch "thật sự cầu thị" nhằm bác bỏ Cách mạng Văn hóa ở Đại Trại đã khiến ông mất đi chức vụ lãnh đạo đảng ủy Tấn Trung và Tích Dương vào năm 1979; ông bị miễn nhiệm chức Phó Thủ tướng Quốc vụ viện vào tháng 9 năm 1980 trong một cuộc cải tổ chính phủ (khi Hoa Quốc Phong mất chức thủ tướng), và không được bầu lại vào Trung ương Đảng năm 1982.

## Cuối đời
Năm 1983, chính phủ thể theo ý nguyện của Trần Vĩnh Quý đã cử ông tới một nông trường ngoại ô Bắc Kinh làm cố vấn nông nghiệp. Ngày 26 tháng 3 năm 1986, Trần Vĩnh Quý mắc bệnh ung thư phổi qua đời ở Bắc Kinh. Sau khi ông mất, gia đình làm theo ý nguyện của ông đưa tro về rải lên trên khắp đất Đại Trại.

## Gia đình
Trần Vĩnh Quý kết hôn với người vợ đầu tiên Lý Hổ Ni (李虎妮; 1926–1965) vào năm 1941, sau bà chết vì bệnh năm 1965. Lý Hổ Ni sinh một con trai là Trần Minh Châu và Trần Minh Hoa là con gái nuôi của bà. Một năm sau khi Lý Hổ Ni qua đời vì bạo bệnh, ông kết hôn với Tống Ngọc Lâm (宋玉林; 1927–2018) và có với nhau một người con trai tên Trần Minh Lượng, Tống còn có một cậu con trai tên Trần Minh Thiện với người chồng cũ Vương Kim Khôi (王金魁).
- Con trai cả Trần Minh Châu (陈明珠), sinh năm 1943, là Trưởng ban Tuyên giáo Huyện ủy Tích Dương đã nghỉ hưu.
- Con trai thứ hai, Trần Minh Thiện (陈明善), làm việc trong Cục Điện lực huyện Tích Dương.
- Con gái nuôi Trần Minh Hoa (陈明花), công an viên Cục Công an huyện Tích Dương.
- Con trai út Trần Minh Lượng (陈明亮), tốt nghiệp Học viện Sư phạm Bắc Kinh, giám đốc Tập đoàn Kinh doanh Thành công Úc và chủ tịch tập đoàn Công ty TNHH Thực phẩm Tân Trung Đông Hoàn Quảng Đông. Chuyển sang Úc định cư vào năm 1998.
- Có 7 người cháu. Cháu gái Trần Xuân Mai (陈春梅), tốt nghiệp Đại học Sơn Tây với bằng sau đại học. Phó Cục trưởng Cục Kiểm sát Tòa án Nhân dân Tối cao. Tác giả cuốn sách Ông nội của tôi Trần Vĩnh Quý (我的爷爷陈永贵).